# Isolde Kittel
Isolde Kittel of Isolde Kittel-Zerer (Pforzheim, ca. 1962) is een Duits organiste.

## Levensloop
Kittel studeerde eerst in Pforzheim bij R. Schweitzer en aan de conservatoria van Stuttgart (orgel bij Jon Laukvik) en München en vervolgens in Wenen bij Michael Radulescu. Ze behaalde de Derde prijs in het internationaal orgelconcours 1985 in Brugge, in het kader van het Festival Oude Muziek en werd ook laureate in het internationaal orgelconcours 1986 in Innsbruck.
Ze is organiste en klaveciniste en geeft solorecitals, naast werk met ensembles, meer bepaald met 'I Sonatori'. Ze heeft in vele Europese landen geconcerteerd, maar ook in Japan en China. 
Kittel doceert klavecimbel en koorzang aan de Muziekhogeschool van Hamburg.
Ze is getrouwd met organist Wolfgang Zerer.

## Discografie
Kittel heeft solo of als begeleidster van ensembles, verschillende platen- of radio-opnamen gemaakt.